# Hibiscus comoensis
Hibiscus comoensis är en malvaväxtart som beskrevs av A. Cheval.. Hibiscus comoensis ingår i Hibiskussläktet som ingår i familjen malvaväxter. Inga underarter finns listade i Catalogue of Life.